# Палм-Валли (Флорида)
Палм-Валли (англ. Palm Valley) — статистически обособленная местность, расположенная в округе Сент-Джонс (штат Флорида, США) с населением в 19 860 человек по статистическим данным переписи 2000 года.

## География
По данным Бюро переписи населения США статистически обособленная местность Палм-Валли имеет общую площадь в 36,26 квадратных километров, из которых 34,71 кв. километров занимает земля и 1,55 кв. километров — вода. Площадь водных ресурсов округа составляет 4,27 % от всей его площади.
Статистически обособленная местность Палм-Валли расположена на высоте 2 м над уровнем моря.

## Демография
По данным переписи населения 2000 года в Палм-Валли проживало 19 860 человек, 5584 семьи, насчитывалось 8188 домашних хозяйств и 8648 жилых домов. Средняя плотность населения составляла около 547,71 человек на один квадратный километр. Расовый состав населённого пункта распределился следующим образом: 95,84 % белых, 1,25 % — чёрных или афроамериканцев, 0,17 % — коренных американцев, 1,29 % — азиатов, 0,03 % — выходцев с тихоокеанских островов, 0,90 % — представителей смешанных рас, 0,52 % — других народностей. Испаноговорящие составили 2,80 % от всех жителей статистически обособленной местности.
Из 8188 домашних хозяйств в 33,2 % воспитывали детей в возрасте до 18 лет, 59,2 % представляли собой совместно проживающие супружеские пары, в 7,1 % семей женщины проживали без мужей, 31,8 % не имели семей. 24,7 % от общего числа семей на момент переписи жили самостоятельно, при этом 6,6 % составили одинокие пожилые люди в возрасте 65 лет и старше. Средний размер домашнего хозяйства составил 2,42 человек, а средний размер семьи — 2,93 человек.
Население статистически обособленной местности по возрастному диапазону по данным переписи 2000 года распределилось следующим образом: 25,0 % — жители младше 18 лет, 5,5 % — между 18 и 24 годами, 30,6 % — от 25 до 44 лет, 26,8 % — от 45 до 64 лет и 12,1 % — в возрасте 65 лет и старше. Средний возраст жителей составил 39 лет. На каждые 100 женщин в Палм-Валли приходилось 94,3 мужчин, при этом на каждые сто женщин 18 лет и старше приходилось 90,6 мужчин также старше 18 лет.
Средний доход на одно домашнее хозяйство статистически обособленной местности составил 68 200 долларов США, а средний доход на одну семью — 87 847 долларов. При этом мужчины имели средний доход в 58 152 доллара США в год против 34 738 долларов среднегодового дохода у женщин. Доход на душу населения статистически обособленной местности составил 68 200 долларов в год. 2,4 % от всего числа семей в населённом пункте и 3,5 % от всей численности населения находилось на момент переписи населения за чертой бедности, при этом 3,0 % из них были моложе 18 лет и 2,7 % — в возрасте 65 лет и старше.